# Sudden Impact
Sudden Impact (Brasil: Impacto Fulminante / Portugal: Impacto Súbito) é um filme  estadunidense de 1983, do gênero policial. É o quarto da série Dirty Harry, dirigido e estrelado por Clint Eastwood, e o que obteve maior bilheteria.

## Sinopse
O Inspetor Harry Callahan é enviado a San Paulo (cidade fictícia, filmada em Santa Cruz, na Califórnia) para investigar uma série de assassinatos. Os crimes são cometidos por Jennifer Spencer, que busca vingança contra os homens responsáveis pelo estupro que sofreu junto com sua irmã anos antes. Ao longo do filme, Jennifer identifica e elimina os culpados, enquanto Harry acompanha as investigações.

## Elenco
- Clint Eastwood como Harry Callahan
- Sondra Locke como Jennifer Spencer
- Pat Hingle como Chefe Jannings
- Bradford Dillman como Capitão Briggs
- Audrie J. Neenan como Ray Parkins
- Albert Popwell como Inspetor

## Recepção

### Bilheteria
Sudden Impact acumulou cerca de 68 milhões de dólares, tornando-se o filme de maior bilheteria entre os cinco da série Dirty Harry. Em termos de receita mundial superou os 150 milhões de dólares nos cinemas da época.

### Crítica
Segundo levantamento do Rotten Tomatoes, o filme obteve 53% de aprovação com base em 40 avaliações críticas.

## Sequências
- The Dead Pool (1988)